# ذراع النورة

تعديل مصدري - تعديل

ذراع النورة هي إحدى قرى عزلة سباح بمديرية سباح التابعة لمحافظة أبين، بلغ تعداد سكانها 101 نسمة حسب تعداد اليمن لعام 2004.